# Leko
För leksaksföretaget, se Leko (företag)
Leko är ursprungligen ett kroatiskt efternamn men som idag förekommer hos andra nationaliteter.

## Utbredning
Efternamnet tros ha sitt ursprung från Hercegovina och i orten Grude vid den kroatisk-bosniska gränsen bär var fyrtionde invånare detta efternamn.

## Personer med efternamnet Leko
- Ivan Leko (1978-), kroatisk fotbollsspelare
- Jerko Leko (1980-), kroatisk fotbollsspelare
- Josip Leko (1948-), talman i Kroatiens parlament
- Péter Lékó (1979-), ungersk schackspelare
- Stefan Leko (1974-), kroatisk-tysk kampsportsman
- Stipe Leko Ćipa (1951-), kroatisk maratonlöpare
- Teofil Leko (1915-1990), bosnienkroatisk franciskanermunk